# Tim Hardaway
Timothy Duane "Tim" Hardaway, Sr., född 1 september 1966 i Chicago, Illinois, är en amerikansk baskettränare och före detta basketspelare.
Tim Hardaway var med och vann OS-guld i basket 2000 i Sydney. Detta var USA:s tolfte basketguld i olympiska sommarspelen.
Han är far till Tim Hardaway Jr.

## Lag

### Som spelare
- Golden State Warriors (1989–1996)
- Miami Heat (1996–2001)
- Dallas Mavericks (2001–2002)
- Denver Nuggets (2002)
- Indiana Pacers (2003)

### Som tränare
- Detroit Pistons (2014–, assisterande)